# Arona (Tenerife)
Pour les articles homonymes, voir Arona.
Arona est une commune de la province de Santa Cruz de Tenerife dans la communauté autonome des Îles Canaries en Espagne. Elle est située au sud de l'île de Tenerife.
La commune gère, avec sa voisine Adeje les centres touristiques de Playa de las Américas et  Los Cristianos. C'est la troisième commune la plus peuplée de l'île derrière Santa Cruz de Tenerife et San Cristóbal de La Laguna, et la cinquième de l'archipel canarien.

## Géographie

### Localisation

Localisation de l'île de Tenerife dans les Îles Canaries.
Localisation d'Arona dans l'île de Tenerife.

| Adeje            | Vilaflor de Chasna |                     |
| Océan Atlantique | Arona              | San Miguel de Abona |
| Océan Atlantique | Océan Atlantique   |                     |

### Localités de la commune
- Cabo Blanco
- La Camella
- Los Cristianos
- Playa de las Américas
- Palm-Mar
- Costa del Silencio
- Chayofa
- Cho
- Guargacho
- Guaza
- El Fraile
- Parque la Reina
- Las Galletas
- Buzanada
- Arona
- Valle San Lorenzo
- La Sabinita

## Démographie
| Année | Population | Densité    |
| ----- | ---------- | ---------- |
| 1900  | 1.971      | 24,1/km²   |
| 1930  | 3.482      | 42,57/km²  |
| 1950  | 4.690      | 57,34/km²  |
| 1970  | 10.943     | 133,8/km²  |
| 1981  | 13.556     | 165,74/km² |
| 1986  | 17.739     | 216,9/km²  |
| 1991  | 22.721     | 277,8/km²  |
| 1996  | 28.208     | 344,88/km² |
| 2001  | 40.826     | 499,16/km² |
| 2002  | 52.572     | 642,8/km²  |
| 2003  | 57.445     | 702,35/km² |
| 2004  | 59.935     | 732,79/km² |
| 2005  | 65.550     | 801,44/km² |
| 2006  | 69.100     | 844,8/km²  |
| 2007  | 72.328     | 884,3/km²  |
| 2009  | 78.614     | 961,17/km² |

## Économie
Los Cristianos est l’un des points touristiques principaux de la côte sud de Tenerife. Un village de pêcheurs dans ses débuts, cette station touristique s’est beaucoup développée durant ces 20 dernières années et est maintenant un site très animé.
Las Galletas est un village de pêcheurs situé entre Los Cristianos et l’aéroport de Tenerife Sud. Il possède également quelques installations touristiques puisqu’il accueille plusieurs touristes depuis quelques années.
Les plages de Playas de Las Vistas ont été restaurées avec du sable provenant des fonds marins, faisant d’elle l’une des plus longues plages de Tenerife

## Patrimoine

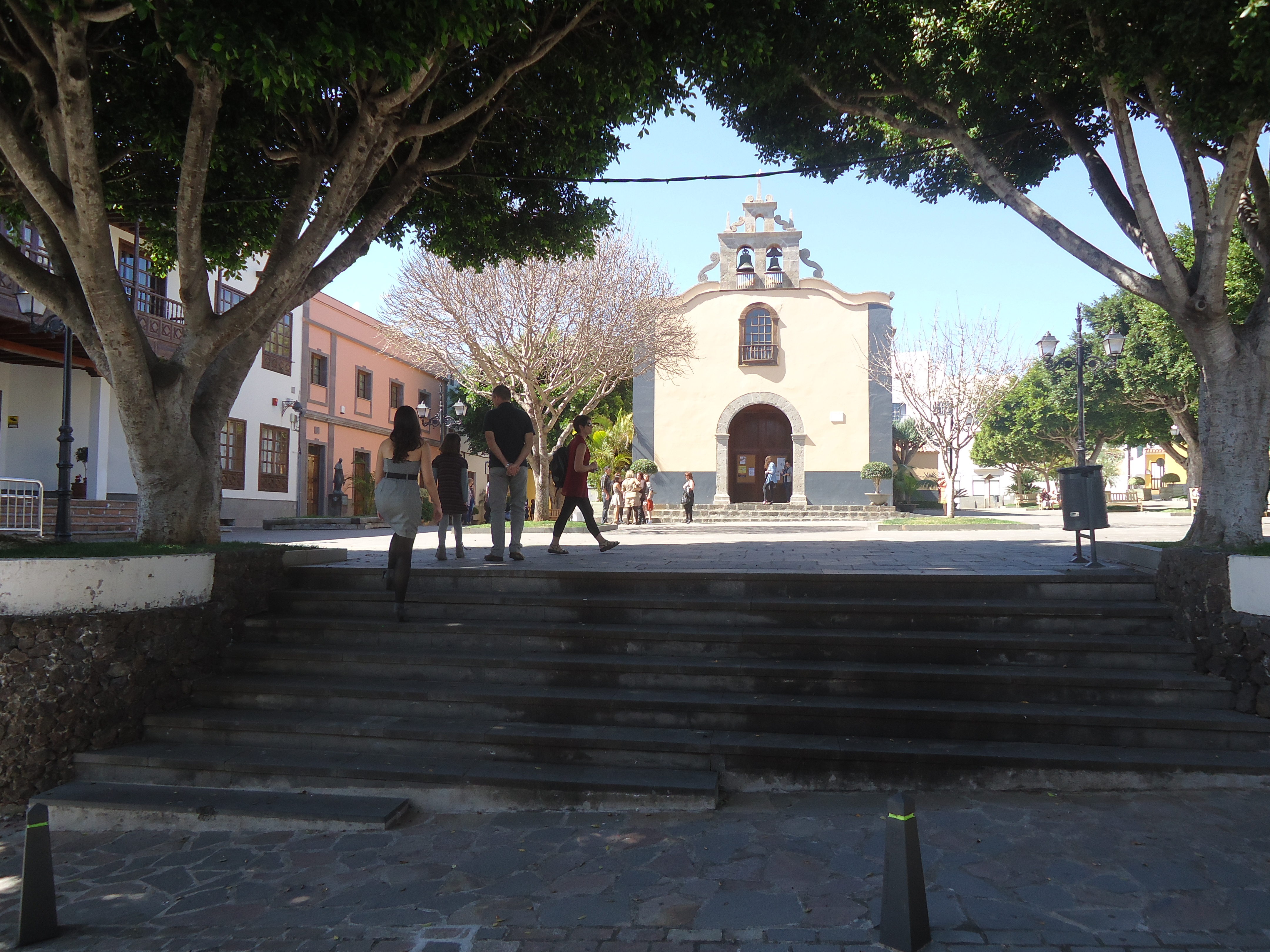
Église d'Arona.

Le parc central d’Arona, terminé en 2004, est un parc municipal de 4 hectares. Il fut conçu par des architectes et des biologistes, et est l’hôte d’une collection de palmiers ainsi que d’une section rocheuse présentant la flore originale endémique à cette partie de l’île.
La villa de Arona offre une architecture complexe d’intérêt. Elle représente un point de repère culturel.
Un autre monument important de la ville est le Palais des Congrès La Pirámide de Arona appartenant à Mare Nostrum Resort. Ce monument est l’un des plus grands auditoriums d’Europe. Il est situé dans la station balnéaire de Playa de las Américas, et est l’un des principaux bâtiments modernistes des îles Canaries. Son architecture ressemble à une pyramide à étages.

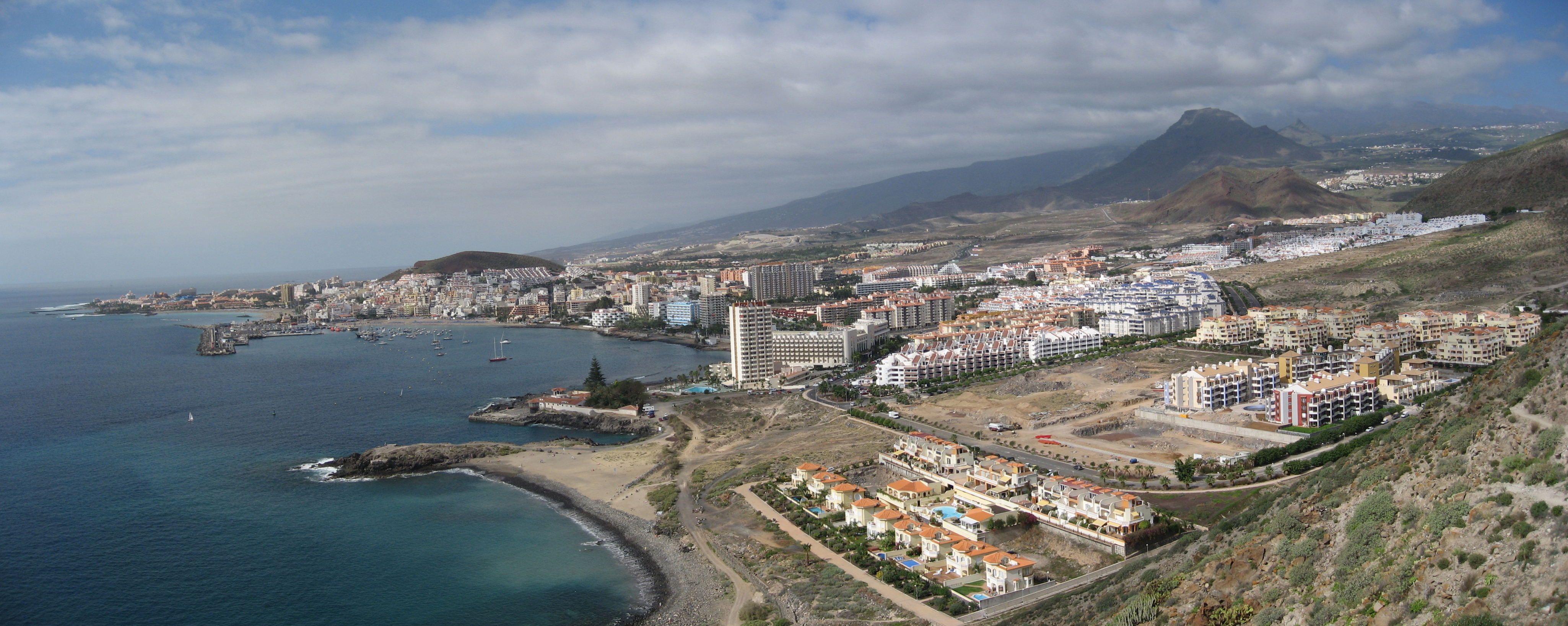
Los Cristianos.